# Отворено првенство Мадрида у тенису 2010.
Отворено првенство Мадрида 2010. (познато под називом Mutua Madrileña Madrid Open због спонзора) био је тениски турнир који се играо на отвореним теренима са шљаком у Мадриду, у Шпанији од 7. до 16. маја. Била је то девета едиција турнира за мушкарце, а друга за жене. Била је дио АТП Мастерс 1000 серије за мушкарце, а Обавени Премијер турнир за жене.

## Тенисери

### Носиоци
| Тенисер            | Држава     | Ранг | Носилац |
| ------------------ | ---------- | ---- | ------- |
| Роџер Федерер      | Швајцарска | 1    | 1       |
| Рафаел Надал       | Шпанија    | 3    | 2       |
| Енди Мари          | ВБ         | 4    | 3       |
| Робин Седерлинг    | Шведска    | 7    | 4       |
| Енди Родик         | САД        | 8    | 5       |
| Фернандо Вердаско  | Шпанија    | 9    | 6       |
| Жо-Вилфрид Цонга   | Француска  | 10   | 7       |
| Марин Чилић        | Хрватска   | 11   | 8       |
| Давид Ферер        | Шпанија    | 12   | 9       |
| Михаил Јужни       | Русија     | 15   | 10      |
| Томаш Бердих       | Чешка      | 16   | 11      |
| Гаел Монфис        | Француска  | 18   | 12      |
| Џон Изнер          | САД        | 21   | 13      |
| Сем Квери          | САД        | 22   | 14      |
| Станислас Вавринка | Швајцарска | 23   | 15      |
| Томас Белучи       | Бразил     | 26   | 16      |

### Остали учесници
Тенисери који су добили специјалну позивницу организатора за учешће на турниру:
- Карлос Моја
- Пере Риба
- Давид Налбандијан
- Марсел Гранољерс

Тенисери које су у главни жреб доспјели преко квалификација:
- Кевин Андерсон
- Хуан Игнасио Чела
- Олександар Долгополов
- Данијел Химено-Травер
- Сантијаго Ђиралдо
- Данијел Муњоз-Де Ла Нава
- Кристоф Рохус

### Повлачења
Тенисери који су се повукли са турнира:
- Новак Ђоковић (алергија)
- Хуан Мартин дел Потро (повреда зглоба десне руке)
- Николај Давиденко (сломљен ручни зглоб)
- Фернандо Гонзалез (повреда кољена)
- Иван Љубичић (истегнуће)
- Хуан Карлос Фереро (повреда кољена)
- Томи Хас (операција десног кука)
- Жил Симон (повреда десног кољена)
- Радек Штјепанек (исцрпљеност)

## Тенисерке

### Носиоци
| Тенисерка          | Држава      | Ранг | Носилац |
| ------------------ | ----------- | ---- | ------- |
| Серена Вилијамс    | САД         | 1    | 1       |
| Каролина Возњацки  | Данска      | 2    | 2       |
| Динара Сафина      | Русија      | 3    | 3       |
| Винус Вилијамс     | САД         | 4    | 4       |
| Светлана Кузњецова | Русија      | 5    | 5       |
| Јелена Дементјева  | Русија      | 6    | 6       |
| Јелена Јанковић    | Србија      | 7    | 7       |
| Саманта Стосур     | Аустралија  | 8    | 8       |
| Агњешка Радвањска  | Пољска      | 9    | 9       |
| Викторија Азаренка | Бјелорусија | 10   | 10      |
| Марија Шарапова    | Русија      | 13   | 11      |
| Марион Бартоли     | Француска   | 14   | 12      |
| Ли На              | Кина        | 15   | 13      |
| Флавија Пенета     | Италија     | 16   | 14      |
| Франческа Скјавоне | Италија     | 17   | 15      |
| Нађа Петрова       | Русија      | 18   | 16      |

### Остале учеснице
Тенисерке које су добиле специјалну позвницу организатора за учешће на турниру:
- Ана Ивановић
- Аранча Пара Сантонха
- Вирхинија Руано Паскуал
- Сибила Бамер
- Пенг Шуај

Тенисерке које су доспјеле у главни жреб преко квалификација:
- Ивета Бенешова
- Кирстен Флипкинс
- Клара Закопалова
- Ализ Корне
- Акул Аманмурадова
- Штефани Вјогеле
- Петра Квитова
- Беатрис Гарсија Видагани

### Повлачења
Тенисерке које су се повукле са турнира:
- Ким Клајстерс (повреда лијевог стопало)
- Јанина Викмајер (повреда кољена)
- Катарина Бондаренко (повреда лијевог рамена)

## Побједници

### Мушкарци појединачно
Рафаел Надал је побиједио Роџера Федерера, 6:4, 7:6(5).

### Жене појединачно
Араван Резај је побиједила Винус Вилијамс 6:2, 7:5.

### Мушки парови
Боб Брајан и Мајк Брајан су побиједили Данијела Хестора и Ненада Зимоњића, 6:3, 6:4

### Женски парови
Серена Вилијамс и Винус Вилијамс су побиједиле Жизелу Дулко и Флавију Пенету 6:2, 7:5